# Ansaldo A.1 Balilla
O Ansaldo A.1 Balilla foi um caça biplano italiano utilizado durante a Primeira Guerra Mundial.
Foi o único avião de caça desenvolvido neste país durante a mesma, pois a Itália utilizou principalmente caças de desenho francês durante a guerra. Era rápido, embora não muito manobrável, e foi utilizado principalmente como interceptador na defesa das cidades italianas. Foram produzidos mais de uma centena de exemplares.